# Salix bebbiana

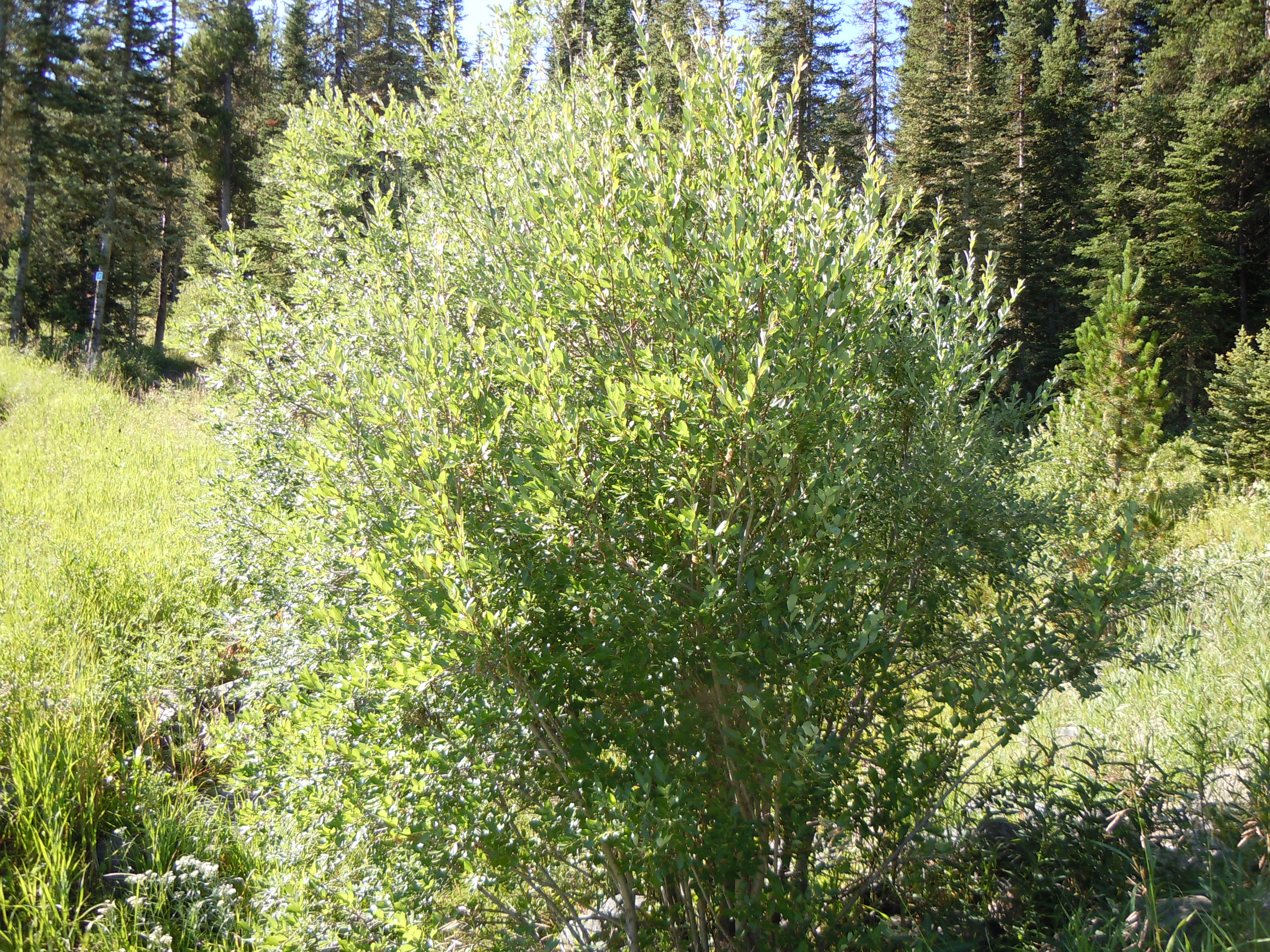
Vista de la planta

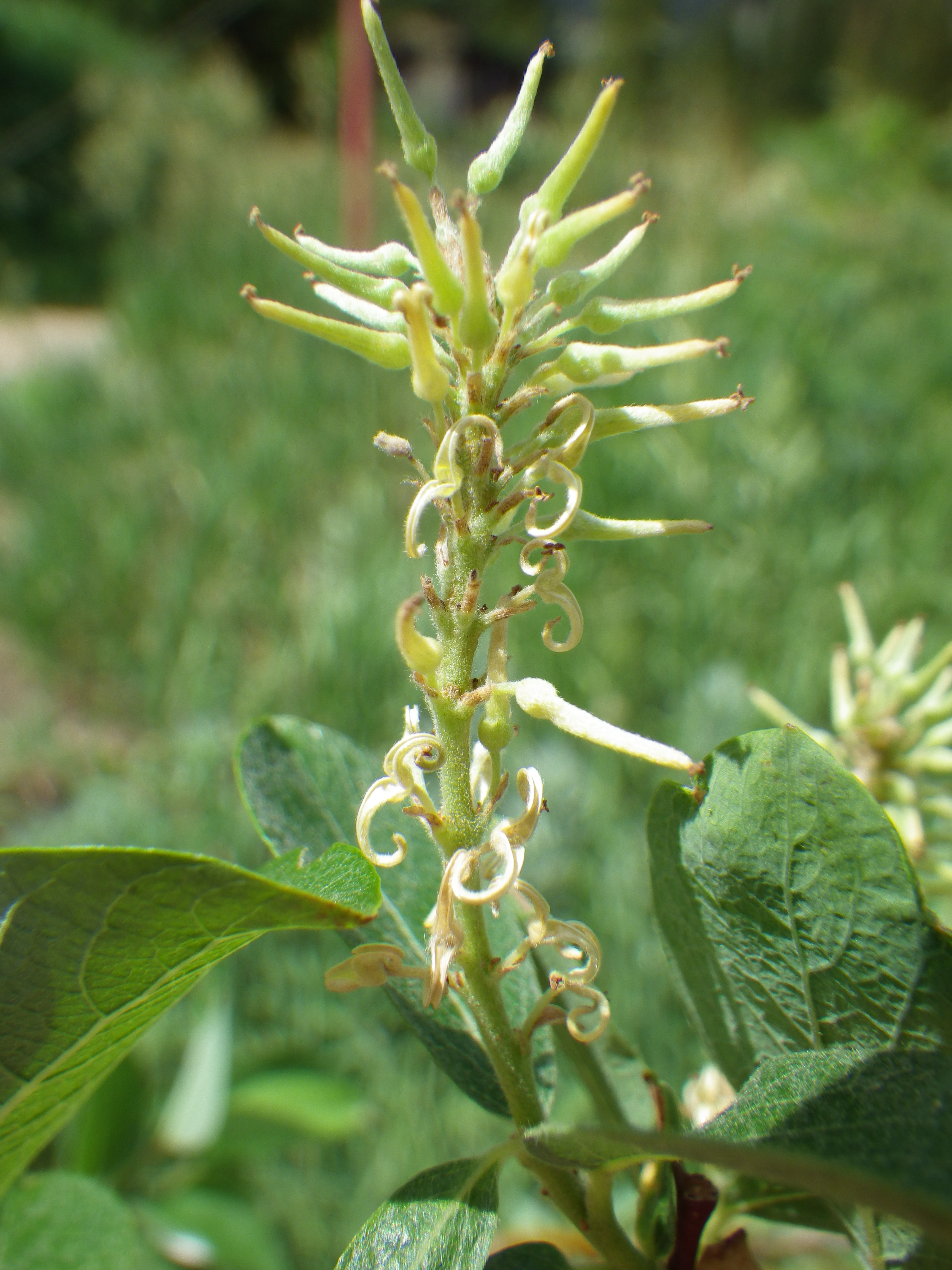
Inflorescencia

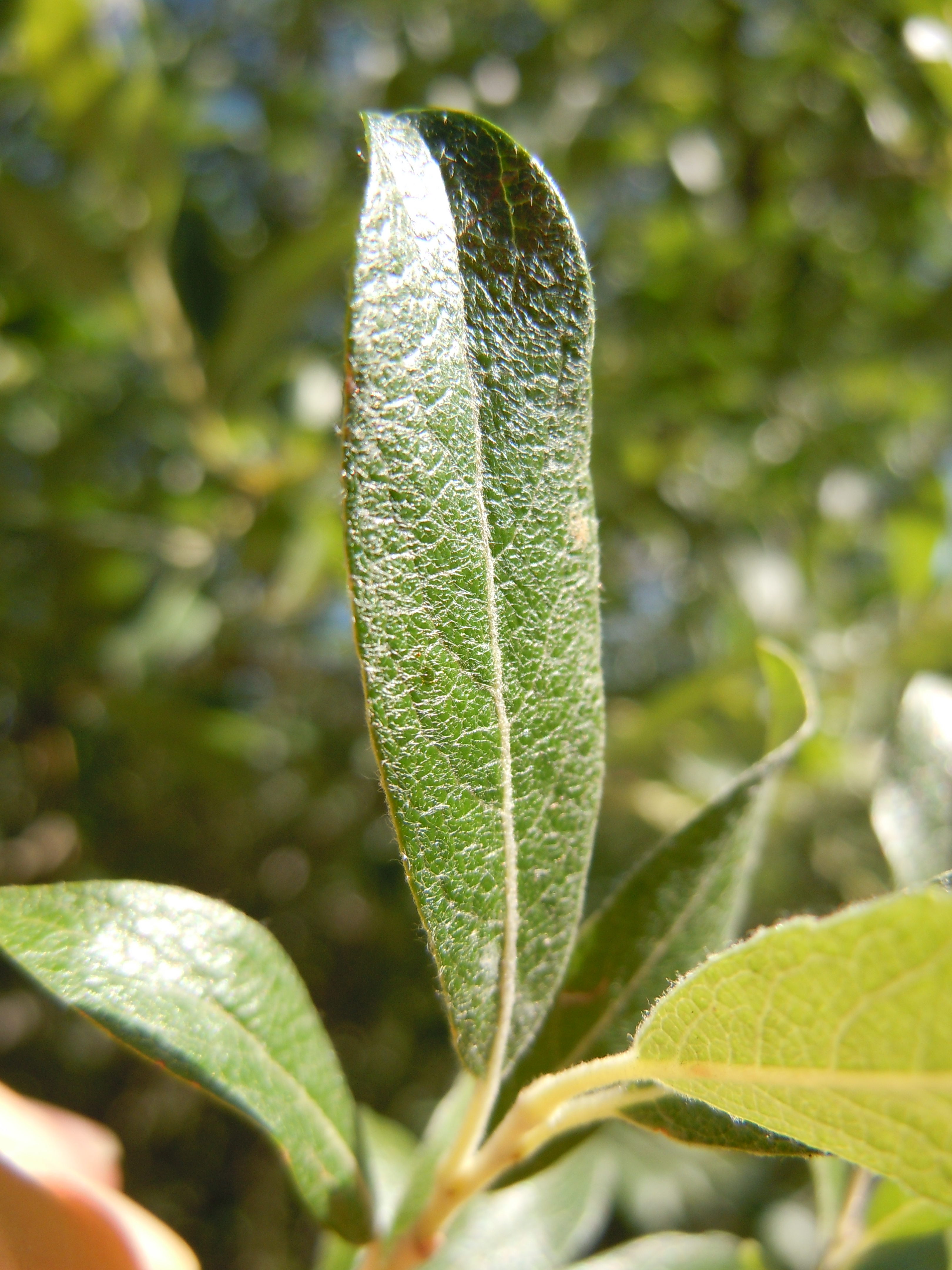
Detalle de la hoja

Salix bebbiana es una especie de sauce perteneciente a la familia de las salicáceas. Es nativa  de Canadá y el norte de Estados Unidos, desde Alaska y el Yukon al sur de California y Arizona y el noreste de Terranova y Nueva Inglaterra.

## Descripción
Las hojas son alternas, simples y ovaladas. Los bordes de las hojas son dentados, con grandes dientes gruesos, irregulares, una característica que distingue a la especie de otros sauces, que tienen estrías mucho más finas en sus hojas. Las hojas son de color verde opaco de color azul y de textura suave cuando está madura, las nuevas hojas están recubiertas de pelos suaves.  Al igual que otros sauces, esta planta es dioica, con plantas masculinas y femeninas produciendo pequeños amentos colgantes. Las flores femeninas producen semillas esféricas cubiertas de largas fibras filiformes, que les ayudan a dispersarse por el viento. La planta también se propaga a través de la reproducción vegetativa, que brota de la base del tallo o de los segmentos de la raíz, y por capas, permitiendo a la planta formar colonias.

## Hábitat
Esta planta tiene un gran y rápido crecimiento, son arbustos o pequeños árboles con tallos múltiples, capaces de formar densos matorrales. Se puede encontrar en suelos sueltos, saturados, como riberas de los ríos, de lagos,  ciénagas y pantanos . Es capaz de tolerar la pesada arcilla y los suelos rocosos, por lo que es muy adaptable y duradero. Se trata de una especie dominante en muchas zonas pantanosas en su rango nativo.

## Usos
Esta es la especie más importante  que produce finas y coloridas  maderas utilizadas para tallar. Las ramitas y las ramas son utilizadas por los nativos americanos de la cestería y arcos.
Muchas partes de la planta son consumidas por los animales, especialmente ganado doméstico, que encuentran en el follaje un sabroso forraje.
Esta especie fácilmente híbrida con otras especies de sauce.

## Taxonomía
Salix bebbiana fue descrita por Charles Sprague Sargent y publicado en Garden & Forest 8(404): 463, en el año 1895.
Etimología
Salix: nombre genérico latino para el sauce, sus ramas y madera.
bebbiana: epíteto otorgado en honor del botánico estadounidense Michael Schuck Bebb.
Sinonimia
- Salix cinerascens (Wahlenb.) Flod.
- Salix depressa var. cinerascens (Wahlenb.) Fr.
- Salix depressa subsp. rostrata (Andersson) Hiitonen
- Salix livida var. cinerascens Wahlenb.
- Salix livida var. occidentalis (Andersson) A. Gray
- Salix livida var. rostrata (Andersson) Dippel
- Salix macropoda Stschegl.
- Salix orotchonorum KIMURA
- Salix perrostrata Rydb.
- Salix rostrata Richardson
- Salix rostrata var. capreifolia Fernald
- Salix rostrata var. luxurians Fernald
- Salix rostrata var. perrostrata (Rydb.) Fernald
- Salix rostrata var. projecta Fernald
- Salix starkeana subsp. bebbiana (Sarg.) Youngberg
- Salix starkeana subsp. cinerascens (Wahlenb.) Hultén
- Salix vagans var. cinerascens (Wahlenb.) Andersson
- Salix vagans var. occidentalis Andersson
- Salix xerophila Flod.[5]